# 北角邨 (選區)
北角邨（英語：North Point Estate，取消前代號C21）是香港東區區議會下轄的選區，1988年設立，1994年定為單議席選區，2003年不再使用，唯一一位區議員為民建聯成員顏尊廉。

## 範圍
取消時選區範圍由糖水道、英皇道及電照街包圍，計有北角邨及附近唐樓住宅，與其相連的選區有和富、堡壘、錦屏及健康村，2003年因應北角邨清拆而分散到和富、健康村選區。

## 沿革
北角邨選區可以追溯到北角北選區；北角北選區自1988年區議會選舉採用，由雙議席的北角西選區依英皇道以北分拆而成，定為雙議席，1991年區議會選舉沿用。
1993年港督彭定康推行政改方案，取消區議會委任議席及雙議席選區制度，全面實行單議席單票制，並改由選區分界及選舉事務委員會制定，區議會選區數目亦隨人口變動而大幅增加。北角邨選區由原有雙議席北角北選區依榶水道、英皇道及電照街劃分而成，以人口集中的北角邨命名，投票站沿用邨內的北角邨會堂，北角北西面部分則劃為和富選區。
1994年區議會選舉，只有民建聯成員顏尊廉參選，所以顏氏自動當選。1999年區議會選舉，議席由民建聯成員顏尊廉和錦屏選區前區議員石貴春爭奪，最終顏尊廉以1,677票成功勝出。
因應北角邨計劃於2003年內清拆，人口大幅下降，選區範圍改劃到和富、健康村選區，而顏尊廉則轉到由受影響居民的接收邨－愛東邨所新劃的愛秩序灣選區參選。顏氏雖未能在2003年區議會選舉連任，唯在其後的2007年區議會選舉於該區捲土重來，當選區議員至2019年。

## 歷屆議員
| 屆別           | 議員   | 政治聯繫 | 政治聯繫 |
| -------------- | ------ | -------- | -------- |
| 1994年－1999年 | 顏尊廉 |          | 民建聯   |
| 2000年－2003年 | 顏尊廉 |          | 民建聯   |

## 歷屆選舉結果
| 政党   | 政党   | 候选人    | 票数  | %     | ±      |
| ------ | ------ | --------- | ----- | ----- | ------ |
|        | 建制派 | ①. 石貴春 | 591   | 26.06 | 不適用 |
|        | 民建聯 | ②. 顏尊廉 | 1,677 | 73.94 | 不適用 |
| 多数票 | 多数票 | 多数票    | 1,086 | 47.88 | 不適用 |

| 政党   | 政党   | 候选人 | 票数     | %      | ±      |
| ------ | ------ | ------ | -------- | ------ | ------ |
|        | 民建聯 | 顏尊廉 | 自動當選 | 不適用 | 不適用 |
| 多数票 | 多数票 | 多数票 | 不適用   | 不適用 | 不適用 |

| 政党   | 政党     | 候选人 | 票数   | %      | ±      |
| ------ | -------- | ------ | ------ | ------ | ------ |
|        | 工聯會   | 王國興 | 2,490  | 不適用 | 不適用 |
|        | 建制派   | 趙承基 | 1,720  | 不適用 | 不適用 |
|        | 公民協會 | 柯渭強 | 847    | 不適用 | 不適用 |
| 多数票 | 多数票   | 多数票 | 不適用 | 不適用 | 不適用 |

| 政党   | 政党   | 候选人 | 票数   | %      | ±      |
| ------ | ------ | ------ | ------ | ------ | ------ |
|        | 工聯會 | 陳婉嫻 | 2,119  | 不適用 | 不適用 |
|        | 無黨派 | 柯渭強 | 1,953  | 不適用 | 不適用 |
|        | 無黨派 | 吳子經 | 1,150  | 不適用 | 不適用 |
|        | 無黨派 | 周國廉 | 682    | 不適用 | 不適用 |
|        | 無黨派 | 吳建偉 | 534    | 不適用 | 不適用 |
| 多数票 | 多数票 | 多数票 | 不適用 | 不適用 | 不適用 |